# Paul Unruh
Paul R. Unruh (Hammond, 7 maggio 1928 – Peoria, 8 dicembre 2023) è stato un cestista statunitense.

## Biografia
Unruh disputò quattro stagioni nei Braves della Bradley University. Mise a segno 1 822 punti totali, che rimase record della Bradley fino al 1979, anno in cui venne superato da J.J. Anderson. Nel 1950 si classificò al secondo posto nel National Invitation Tournament e nel Torneo NCAA, venendo nominato All-American. La sua maglia numero 15 è stata ritirata dai Braves nel 1991.
Venne selezionato al secondo giro del Draft NBA 1950 dagli Indianapolis Olympians ma non giocò mai in NBA; militò invece in Amateur Athletic Union con i Peoria Cats. Venne poi arruolato nell'US Army per la guerra di Corea, e fu costretto a rinunciare alle Olimpiadi del 1952.

## Palmarès
- All-American Consensus First Team (1950)